# 샨주
샨주(버마어: မိူင်းတႆး, 영어: Shan State)는 미얀마의 주이다. 샨주는 북쪽으로 중화인민공화국, 동쪽으로 라오스, 남쪽으로 태국, 서쪽으로 미얀마의 5개 행정 구역과 접한다. 샨주의 면적은 155,800km2로, 미얀마의 14개 행정 구역 중 면적이 가장 크고, 미얀마 전체 면적의 거의 4분의 1을 차지한다. 주의 이름은 이 지역에 거주하는 민족인 샨족에서 붙여진 것이다. 샨주는 대부분 농촌이고 상당한 규모의 도시는 타웅지(주도), 라시오, 켕퉁의 3개 뿐이다.

## 지리
샨주의 대부분은 구릉성이 고원으로 북쪽과 남쪽으로 더 높은 산들이다. 땅륀강의 협곡이 주를 관통한다. 배 위에서 생활하는 인타족으로 유명한 인레호는 미얀마에서 두 번째로 큰 호수이다. 아웅반 주변의 핀다야 동굴은 광대한 석회암 동굴로 6226개의 불상을 포함하고 있다.

## 행정 구역
- 타웅지군(Taunggyi District)
- 로이렌군(Loilen District)
- 라시오군(Lashio District)
- 무세군(Muse District)
- 차우크메군(Kyaukme District)
- 쿤롱군(Kunlong District)
- 라우카이군(Laukkaing District)
- 켕퉁군(Kengtong District)
- 몽사트군(Mongsat District)
- 테치레이군(Techilelk District)
- 몽파야크군(Mong Hpayak District)

## 인구
샨주의 주요 민족으로는 샨족, 파오족, 인타족, 타웅요족, 다누족, 파라웅족, 카친족이 있다. 계곡과 고원에는 샨족이 살고 있으며, 이들은 타이족, 다이족, 라오족과 언어와 풍습이 비슷하다. 이들은 대부분 불교도이고 주로 농업에 종사한다. 샨족과 더불어 버마족, 중국인, 카렌족이 살고 있다. 중국과의 경계의 북부 구릉에는 와족과 파라웅족이 많이 살고 있다. 칼로와 타웅지 같은 주요 도시에서 영국계 미얀마인의 수는 감소하고 있다. 샨주 북부에는 많은 카친족이 살고 있다. 이들의 수는 20만 명이 넘는 것으로 추정된다.

## 경제

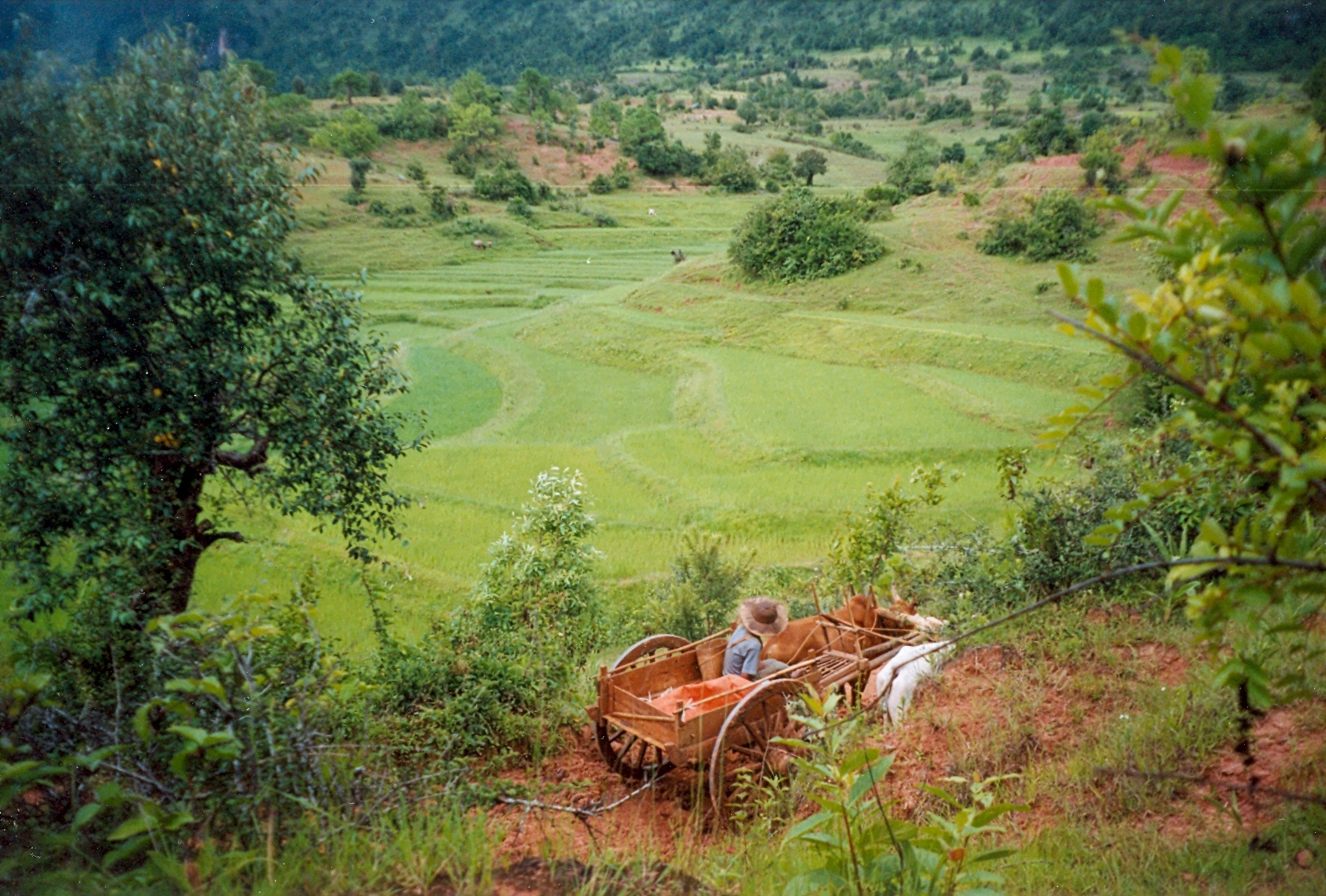
농촌의 정경

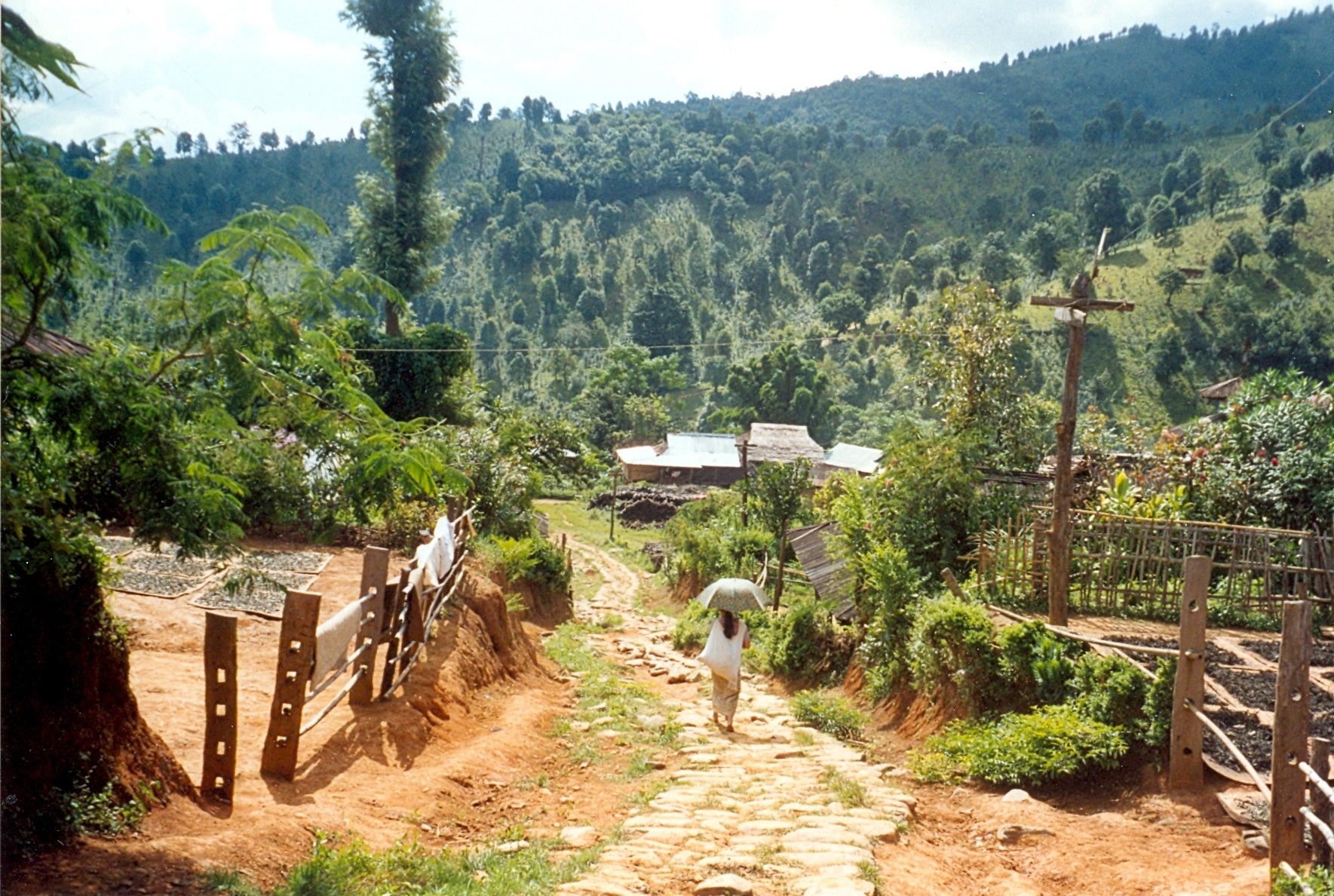
샨주 북부의 마을

보드윙 광산에서 주로 은, 납, 아연이 채굴되고 남투에는 용광로가 있다. 티크나무가 채벌되고 쌀과 다른 작물들이 재배된다. 샨주는 온화하고 일조량이 많은 기후 덕분에 신선한 과일과 야채의 생산으로 유명하다. 큰 도시에는 상설 시장이 있지만, 작은 마을에서는 5일에 한번씩 정기 시장이 열린다. 황금의 삼각지대의 일부로서, 많은 양의 아편과 헤로인이 불법적으로 생산된다. 마약 거래는 지역 군벌의 통제를 받고 있고 이들 중 일부는 수천이 넘는 사병을 보유하고 있다.

## 교육
- 타웅지 대학
- 라시오 대학
- 판롱 대학

## 교통
- 헤호 공항
- 테치레이 공항
- 켕퉁 공항